# 缪姓
缪姓為中文姓氏之一，源于秦缪公，在《百家姓》中排名第172位。
2023年中華民國內政部姓名統計分析 （页面存档备份，存于）中，繆姓在台灣排名第182名，共2,634人。
最早缪姓出现于春秋，缪姓源出于姬姓。春秋末，鲁国有鲁穆公名姬显，在位三十三年，死后谥号为"缪"，因为古代"缪"、"穆"二字同音，所以鲁缪公又常常写作鲁穆公。他的子孙后代就以他的谥号为姓，称缪姓。

## 延伸阅读
[在维基数据编辑]
 《百家姓》
 《欽定古今圖書集成·明倫彙編·氏族典·繆姓部》，出自陈梦雷《古今圖書集成》